# ソフィエフカ (小惑星)
ソフィエフカ (2259 Sofievka) は小惑星帯にある小惑星の一つ。バティスティーナ族に属するとされる。クリミア天体物理天文台でベラ・A・ブルナシェヴァが発見した。
ウクライナのウーマニがロシア帝国領だったころ、ポーランド系領主のポトツキ伯爵がギリシャ人の妻ソフィア（Zofia_Potocka）の名前をとって造らせた「ソフィエフカ公園」(Sofiyivsky Park) から命名された。